# Homoporus hallami
Homoporus hallami är en stekelart som först beskrevs av Girault 1924.  Homoporus hallami ingår i släktet Homoporus och familjen puppglanssteklar. Inga underarter finns listade i Catalogue of Life.